# 名古屋高等商業学校
| 名古屋高等商業学校 （名古屋高商） | 名古屋高等商業学校 （名古屋高商）      |
| --------------------------------- | -------------------------------------- |
| 創立                              | 1920年                                 |
| 所在地                            | 愛知県呼続町 （現・名古屋市瑞穂区）    |
| 初代校長                          | 渡辺龍聖                               |
| 廃止                              | 1951年                                 |
| 後身校                            | 名古屋大学大学院経済学研究科・経済学部 |
| 同窓会                            | （社）キタン会                         |

名古屋高等商業学校（なごやこうとうしょうぎょうがっこう）は、1920年（大正9年）11月に設立された旧制専門学校である。略称は「名古屋高商」（ - こうしょう）または「名高商」（めいこうしょう）で、校地の愛称にちなみ「剣陵学園」（けんりょうがくえん）とも称される。
なお、この項目では改称後の「名古屋経済専門学校」（ - けいざいせんもんがっこう）についても述べる。

## 概要
- 第一次世界大戦後の高等教育拡充の動きのなかで全国6番目の官立高等商業学校として発足し、本科・商工経営科を設置した。
- 愛知県下では、愛知県立医学専門学校[1]・名古屋高等工業学校・第八高等学校に次いで4番目に設立された旧制高等教育機関である。
- 生徒は地元の愛知県出身者が多く、大半が会社・商店などの企業に就職した。
- 第二次世界大戦中に、「名古屋経済専門学校」（名古屋経専、名経専）と改称し、名古屋工業経営専門学校を併設した。
- 学制改革により新制名古屋大学法経学部経済学科および経営学科（現在の名古屋大学大学院経済学研究科・経済学部）の構成母体となった。
- 卒業生により同窓会「社団法人キタン会」（結成当時の名称は「其湛（きたん）会」）が組織されており、名古屋大学経済学部と共通の同窓会となっている。

## 沿革

### 設立の経緯
1918年（大正7年）、文部省が計上した官立第6高等商業学校設置のための予算が帝国議会を通過し、その候補地として名古屋のほか静岡・松山が挙がった。特に名古屋市は第一次世界大戦期の好況により工業化が進展し、その人材を育成する商業教育機関を必要としていたことから、愛知県の松井茂知事は名古屋に高等商業学校、三河地方に高等農林学校を誘致し、既設の医専（愛知県立医専）・高工（名古屋高工）と併せて高等教育の4分野をカバーする学校を県下に揃えることを構想した。この結果、高農の誘致はならなかったものの、高商の設置が決定され、愛知県は1918年度より5年間、高商設立経費の1/3以上（約1,060,000円）を負担することとなり、1920年11月、勅令第551号（官制公布）により名古屋高等商業学校が設立された。名古屋高商は修業年限3年の本科を設置、初代校長には小樽高商初代校長から第6高等商業学校創立委員長に転じた渡邊龍聖（東京専門学校、帝国大学文科大学で学び、コーネル大学で哲学博士号取得。東京音楽学校校長を務めた）が就任した。渡邊は名高商の存続期間の大半を占める24年間にわたって校長を務めたため、名高商のカラーや理念は彼によってかたちづくられることとなった。

### 教育と研究の拡充
設立時の教育方針は、渡邉校長の前任校である小樽高商での教育方針がかなりの程度踏襲され、英語を始めとする外国語教育や、商業実践（模擬会社による実習）・商品実験（製造や品質鑑定などの実験）などの実践的な科目に重点が置かれ、多くの外国人講師が任用されたほか、1922年4月には「商品実験室」が設置された。さらに実例に則して学生に自由討論を行わせる「ケースメソッド教授法」や商品の生産・流通に関わる人間の心理を研究する「商工心理学」が名古屋高商独自の教育法・学科目として導入された。
教育と並行して研究活動も盛んになった。1923年には研究団体として発足した「商業経済学会」は機関誌『商業経済論叢』を創刊、1926年に研究施設として設置された「産業調査室」は翌1927年2月に機関誌『調査報告』を創刊、さらに1932年には研究団体「商業美術研究会」が『商業美術論集』を創刊した。特に産業調査室は、1922年教授として着任した赤松要が渡邉校長に提言して設置されたもので、赤松を主任として経営調査、景気循環の実証研究などが行われ、1933年には約40年間にわたり日本の全生産物を網羅した生産指数を発表し、「名高商生産指数」と称された。以上のように名高商では、のちに赤松が「総合大学として偉容を有する」と称賛したほどの、旧制専門学校のレベルを超えた高度な研究が行われていたが、「専門学校は大学と対等の最高学府」とする理念を堅持していた渡邊校長が大学昇格に消極的であったため、大学昇格運動が表面化することはなかった。
生徒（本科生）は愛知県出身者が圧倒的に多く、近隣の岐阜県・三重県出身者が続き、卒業生は6割程度が会社・商店などの企業に就職、10％程度が東京商科大学・神戸商業大学などに進学した（1936年）。課外活動としてスポーツも盛んであり、水泳部は1930年の全国高商連盟大会で5種目の新記録を出して総合得点で優勝、1932年には部員の清川正二がロサンゼルス五輪の100m背泳で金メダルを獲得した。

### 戦時体制の進行
渡邉校長が辞任した1935年頃から名高商では戦時色が色濃くなっていった。まず、1936年より帝国大学教授や帝国議会議員を講師に日本文化・皇室の意義・戦時経済などをテーマとした「日本文化講義」が開講されるようになった。生徒組織も戦時体制に即したものに再編され、1940年には学友会が解散し、代わって「報国団」が発足、さらに1941年8月には「学校報国隊」が発足し名高商は完全に戦時体制に取り込まれることになった。これと並行して生徒の戦時動員も進行し、1938年の勤労奉仕作業開始を経て、太平洋戦争開始後の1943年には修業年限が2年に短縮されるとともに臨時徴兵検査が校内で実施され、合格者は仮卒業証書を授与され軍人として戦地に赴いた。
1944年3月には戦時学制改革により名高商は「名古屋経済専門学校」（名経専）と改称するとともに、国家のための工業経営者の育成を標榜する「名古屋工業経営専門学校」が併設され、前者は従来の高商生が卒業するまでの受け入れ機関としてのみ存置を許され、漸次後者へと移行するものとされた。しかし戦局の悪化によってこのような体制すら長続きすることは困難となり、同年には三菱重工名古屋航空機製作所への勤労動員が開始され、ついで1945年3月には工経専の授業自体が停止となり、名経専・工経専は完全に学校としての機能を止めた。

### 新制への移行
敗戦後の名経専では戦時体制からの離脱とともに、学制改革による新制大学昇格への動きが本格化した。1946年には修業年限が3年へと復活し、また戦時体制の象徴であった名古屋工経専が廃止され、工経専の生徒は名経専の本科を分割して設置した経済科・経営科のうち後者に編入されることとなった。敗戦の年の1945年末に開催された学生大会では「大学昇格」が決議され、これをきっかけに生徒・教職員・其湛会などが一体となって「名古屋経営大学」への昇格運動が本格化した。名経専では当初、渡邊初代校長以来の「総合大学に匹敵する」との自負から、単独での大学昇格をめざした。
しかし一方で理系学部主体の（旧制）名古屋大学が文系学部を完備した新制総合大学への移行をめざし、名高商を統合して経済学部の母体とする構想を進めていたため、最終的に名経専は新制名古屋大学への参加をめざす途を選択した。1949年5月の新制名古屋大学発足にともない同大学に包括された名経専は、新たに設置された法経学部経済学科・経営学科の構成母体となり、翌1950年には2学科が分離して名古屋大学経済学部が新設された。1951年3月、名経専は最後の卒業式を挙行し廃校となった。
名経専の「産業調査室」は敗戦後の一時中断を経て1950年に名大経済学部の施設として復活、1953年には経済調査室に改組されて現在の名大大学院経済学研究科附属「国際経済動態研究センター」に継承されている。また、同窓会である其湛会は1953年に社団法人化され、1969年には名大経済学部同窓会と一本化されて「其湛啓友会」となり、その後「キタン会」と改称されて現在に至っている。

### 年表
- 1920年11月 - 勅令第551号により設立。本科を設置（修業年限3年）。
- 1921年5月 - 授業開始。この年、学友会発足。
- 1922年4月 - 商品実験室設置。
- 1923年 - 研究団体「商業經濟學會」発足。機関誌『商業經濟論叢』創刊。
- 1924年 - 同窓会「其湛會」の発足。商工経営科設置（修業年限1年）。
- 1926年 - 産業調査室設置。
- 1927年2月 - 機関誌『調査報告』創刊。
- 1930年 - 水泳部が全国高商連盟大会で総合優勝。
- 1931年 - 『剣陵十周年史』刊行。
- 1931年 - 第8回全国高等専門学校野球大会で優勝。
- 1932年8月 - 水泳部の清川正二がロサンゼルス五輪で金メダル獲得。
- 1932年 - 商業美術研究会『商業美術論集』創刊。
- 1933年 - 「名高商生産指数」の発表。左翼運動により生徒15名検挙、うち11名が除籍。
- 1934年 - 左翼運動で生徒6名検挙、うち4名除籍。
- 1936年 - この年度より「日本文化講義」開始。
- 1938年 - 生徒による勤労奉仕作業開始。
- 1939年 - 「興亜青年勤労報国隊」として生徒5名が中国に派遣。
- 1940年11月 - 学友会解散。
- 1940年12月 - 学友会に代わる「報国団」発足。
- 1941年8月 - 学校報国隊発足。
- 1943年 - 学徒動員のため修業年限を2年に短縮。臨時徴兵検査実施。
- 1944年3月 - 「名古屋経済専門学校」と改称。名古屋工業経営専門学校を併設。
- 1944年 - 三菱重工業名古屋航空機製作所への勤労動員開始。
- 1945年3月 - 授業停止。
- 1945年12月 - 学生大会が開催され「大学昇格」を決議。
- 1946年3月 - 工業経営専門学校を廃止し、経済専門学校に統合。経専の本科を経済科・経営科に分け、後者に工経専の生徒を編入。
- 1946年 - 修業年限を3年に復活。
- 1947年3月 - 「（名古屋経営大学）昇格期成同盟」が発足。
- 1947年 - 生徒自治会が発足。
- 1949年5月 - 新制名古屋大学に包括され、法経学部経済経営学科の母体となる。
- 1950年4月 - 法経学部を法学部・経済学部に分離。
- 1951年3月 - 廃止。

## 歴代校長
- 初代：渡辺龍聖（1921年11月〜1935年5月）
  - 小樽高商校長より転じ第6高等商業学校創立委員長になり、1921年4月〜11月、校長事務取扱。
- 第2代：國松豊（1935年5月〜1945年9月）
  - 退任後愛知学院大学商学部設立に参画し初代商学部長。
- 第3代：高瀬五郎（1945年9月〜1946年3月）
- 第4代：野本悌之助（1946年5月〜1949年7月）
- 第5代：酒井正兵衛（1949年7月〜1951年3月）（兼名古屋大初代経済学部長）

## 校地の変遷と継承
愛知県愛知郡呼続町大字瑞穂字川澄（のち名古屋市南区に編入。現在の瑞穂区瑞穂町川澄）に設立された（桜山校地：所在地は近郊の熱田神宮の神体である草薙の剣にちなみ「剣ヶ丘」「剣陵」と命名された）。この校地は名古屋大学への包括により法経学部経済学科・経営学科に継承された（のちに経済学部）が、名大キャンパスの統合移転に際して名古屋市に売却され、経済学部は1959年（昭和34年）3月までに現在の東山キャンパスに移転した。現在は名古屋市立大学川澄キャンパスとして同大学の医学部・附属病院が置かれ、名高商・名経専を記念する「其湛の塔」が残されている。

## 著名な教員・出身者

### 教員
- 河合逸治 - 東京帝国大学英文科出身。河合塾創始者。名城大学設立にも参画。
- 赤松要 - 東京高商出身。1922 - 1939年名高商教授（のち東京商大（一橋大学の前身）に転ず）。雁行形態論提唱。
- 酒井正兵衛 - 東京商大出身。1925年講師就任。1928年教授就任。初代名古屋大学経済学部長、経済社会学会会長、日本学術会議会員等を歴任。名古屋大学名誉教授。
- 宮田喜代蔵 - 神戸高商・東京商大出身。のちに神戸大学教授に転じ、経済学部長、日本学術会議会員。
- 深見義一 - 東京商大出身。のちに一橋大学教授に転じ、商学部長、社団法人流通問題研究協会会長を歴任。第1回日本商業学会賞受賞。
- 藻利重隆 - 山口高商・東京商大出身。1936年2月講師就任。1938年3月教授就任。のちに一橋大学教授に転じ、商学部長、日本経営学会理事長を歴任。
- 末松玄六 - 東京商大出身。名古屋大学名誉教授。初代日本中小企業学会副会長。日経・経済図書文化賞受賞。

### 出身者
- 渡辺栄一 - 元建設大臣、元美濃加茂市長、元衆院決算委員長
- 辻寛一 - 元衆議院議員（自由民主党）/ 辻真先の父
- 高木広一 - 元外務省移住局長、元駐デンマーク大使、元駐ギリシャ大使
- 清川正二 - 水泳選手（1932年ロサンゼルス五輪金メダリスト）、日本人初のIOC副会長、元兼松江商社長
- 河合邦人 - 元河合塾理事長、元喜久牡丹酒造社長、元広島県議会議員
- 河合斌人 - 元河合塾理事長・会長、元山一證券副社長
- 古川勝巳 - 日本ヘラルド映画設立者、元同社社長、元ヘラルド興業社長
- 鈴木永二 - 元日経連会長、元三菱化成社長・会長
- 石井健一郎 - 元大同特殊鋼会長、元日経連副会長、全国選抜中等学校野球大会で高松商監督で優勝
- 与良ヱ - 元中日新聞社社長
- 越後正一 - 元伊藤忠商事社長、元トータルファッション協会長
- 大岩和雄 - 元伊奈製陶社長
- 岡谷康治 - 元岡谷鋼機社長、元中部経済同友会代表幹事、元名古屋商工会議所副会頭
- 乾豊彦 - 元乾汽船社長、元日本ゴルフ協会会長
- 谷信一 - 元東海銀行頭取
- 加藤隆一 - 元東海銀行頭取・会長、元名古屋商工会議所会頭
- 角五郎 - 元北海道文化放送社長
- 北根貞雄 - 元中央信託銀行社長
- 野村末一 - 元三井東圧化学社長、元日本化学工業協会会長
- 大内三郎 - 元四国電力社長
- 小川修次 - 元日本特殊陶業社長
- 鈴木亭一 - 元日本特殊陶業社長
- 澤木秀夫 - 元丸栄社長、元中部百貨店協会会長
- 柴田泰男 - 元豊田通商社長、元トヨタ自動車監査役
- 江崎誠三 - 元豊田通商社長
- 高山成雄 - 伯東創業者
- 中井春雄 - 元日本水産社長
- 矢橋浩吉 - 元揖斐川電気工業社長
- 横井庄太郎 - 元三井不動産販売社長、元TBS興発社長
- 河島博 - 元ヤマハ社長、元ダイエー副会長
- 翁孝文 - 元倉敷国際ホテル社長、倉敷紡績取締役
- 中村實 - 元静岡銀行頭取
- 塩野谷九十九 - 経済学者、名古屋大学名誉教授、元日本学術会議会員
- 小島清 - 経済学者、一橋大学名誉教授、元日本国際経済学会理事長
- 北川一雄 - 経済学者、元名古屋大学経済学部長
- 建元正弘 - 経済学者、大阪大学名誉教授
- 前田新太郎 - 経済学者、元北海道大学経済学部長
- 宮下忠雄 - 経済学者、神戸大学名誉教授
- 矢尾次郎 - 経済学者、神戸大学名誉教授、元日本学術会議会員
- 山田勇 - 経済学者、一橋大学名誉教授、元日本統計学会会長
- 渡邊進 - 会計学者、神戸大学名誉教授、日経・経済図書文化賞受賞
- 梅村淸明 - 体育学者、中京大学創立者・初代学長、梅村学園創立者・初代理事長
- 瀧正男 - 体育学者、中京大学名誉教授 / 2018年野球殿堂入り

## 参考・関連文献
書籍
- 神谷智 『名古屋大学 キャンパスの歴史1（学部編）』（名大史ブックレット2）、名古屋大学大学史資料室、2001年
- 堀田慎一郎 『名古屋高等商業学校 ―新制名古屋大学の包括学校(2)―』（名大史ブックレット10）、名古屋大学大学文書資料室、2005年

論文
- 竹内常善 「日本経済と名古屋大学経済学部の接点」 『名古屋高等教育研究』2（2002年） (PDF)